# قتاد غريفي
القَتَاد الغريفي (باللاتينية: Astragalus gryphus) نوع نباتي عشبي من جنس القتاد.

## البيئة والانتشار
موطنه المغرب العربي.